# Ratpenat de dits grossos
El ratpenat de dits grossos (Myotis macrodactylus) és una espècie de ratpenat de la família dels vespertiliònids que es troba a la Xina, Corea, el Japó, l'illa de Sakhalín i Sibèria Oriental (Rússia).